# 왈츠

왈츠(Waltz, 문화어: 왈쯔)는 4분의 3 박자 (도움말·정보)의 경쾌한 춤곡을 말한다. 한자명은 원무곡(圓舞曲)이다.

## 역사
이 말의 기원에 대해서는 독일, 프랑스에서 각기 다른 설을 가지고 있다. 물론 왈츠는 각 나라에서 모두 3박자 느낌의 반주를 가지고 있다. 이는 오스트리아·남독일의 렌틀러나 독일 춤곡, 또는 비엔나 춤곡이라 한 것에서 19세기 초엽에 독자적인 음악으로서의 형태를 갖추게 된 것으로, 베버(특히 <무도에의 권유>)에 이르러서 본격적인 왈츠가 작곡되었다. 그 이전의 모차르트, 베토벤, 슈베르트의 것은 렌틀러와 왈츠의 중간적인 것이라 해도 된다.
왈츠를 실제로 예술화한 것은 쇼팽과 요한 슈트라우스 부자이다. 쇼팽은 피아노 독주용의 왈츠를 많이 작곡하여, 왈츠를 춤추기 위한 것보다 오히려 듣고 호소하는 춤곡으로 하였다. 그 형식은 정해져 있지는 않지만 3부형식의 것이 많고, 때로는 서주(序奏)나 코다(結尾)를 두는 일도 있다. 한편, 요한 슈트라우스 부자는 춤출 수도 있고 예술적인 향기도 높은 왈츠를 작곡하였는데, 슈트라우스 부자의 힘으로 빈의 왈츠는 더 번성하였다. 그 왈츠는 원래의 왈츠보다도 리듬이나 악센트를 될수록 변화하여, 즉 제2박이 조금 짧아지도록 하여 그 위에 멜로디가 흐르도록 하고 있다. 이러한 빈 왈츠의 연주는 빈에서 생활하고 빈에서 왈츠를 몸에 익힌 사람이어야만 가장 이상적인 춤을 출 수 있다고 한다. 특히 오케스트라 지휘자의 경우에는 더욱 그러하다. 슈트라우스로 대표되는 빈 왈츠는 대체로 몇 개의 단순한 형태의 짧은 왈츠를 조합하여, 그 전후에 서주와 코다를 둔 것으로 되어 있다. 예를 들어 <아름답고 푸른 도나우>는 서주와 코다 사이에 5개의 왈츠를 두고 있다. <빈의 숲이야기>, <황제> 역시 그러하다. 그러나 산만해지는 것을 막기 위하여 개개의 왈츠 몇 개가 다른 곳에서 재현되는 일이 적지 않다. 또 서주나 코다는 반드시 3박자계가 아닌 경우도 있다. 또한 성악을 같이 하는 것도 있다.
쇼팽이나 슈트라우스에 의하여 왈츠는 각국으로 퍼져, 제각기 그 나라에서 훌륭한 왈츠 작품이 나오게 되었다.